# Josh Fight
喬許大戰（Josh Fight，或稱作Josh Battle）是一件於2021年4月24日發生在美國內布拉斯加州林肯公園的模擬戰與募款活動，並演變為網路迷因。該活動最初是由一位來自亞利桑那州土桑名叫喬許·斯溫（Josh Swain）的學生於2020年4月24日發起，他邀請數名與他同名的網友一起集結對戰，在網路上爆紅。
發起人邀請參與者在他提供的坐標下會面，爭奪喬許這個名字的使用權。該活動雖然最初只是開玩笑，但在活動當天卻吸引近千人。儘管被稱作「大戰」，但是該聚會的氛圍很歡樂，並不是暴力事件。《華爾街日報》報導，該活動已成為了「全球新聞現象」。
事後有人在谷歌地圖上將喬許之戰的發生地標記為宗教聖地。

## 背景
2020年4月24日，活動創始人喬許·斯溫（Josh Swain）在Twitter上發布了一個群組對話的螢幕截圖。圖中斯溫將數個與他同名的陌生人拉進一個Facebook Messenger的群組，並開始了這段對話：
– 您可能想知道為什麼我為甚麼今天把大家都找來了？
– 因為我們的名字都一樣....？

– 沒錯，在2021年4月24日，下午12:00，在這些個座標（40°49′20″N 96°47′54″W / 40.8223286°N 96.7982002°W）與我們相遇並戰鬥，贏的人可以保留JOSH這個名字，剩下的人都必須改名，你們有一年的時間準備，祝好運。
發起人解釋說，活動的靈感源自於因COVID-19封城而產生的無聊，以及無法在社交媒體獲得獨特感（人們用他的名字的頻率很高）的沮喪，但沒想到會爆紅。而這條推文在兩週內收到了6.4萬個讚和2.1萬條轉推。儘管發起人說這則推文「完全是個玩笑」，但對話已在社交媒體上瘋傳，成了迷因。活動前幾天，發起人在Reddit宣布一項募款活動—「幫輸掉的喬許籌措改名費用」，籌到的金額會全數捐至奧馬哈兒童醫院和醫療中心（CH＆MC），並且邀請民眾攜帶不易腐爛的食物捐贈給林肯食物銀行。在同一則貼文中，發起人還鼓勵參與者攜帶游泳泡棉棒當作虛擬武器進行戰鬥。
由於位於美國的中部，所以他選擇內布拉斯加州的林肯市作為此次活動的舉辦地。但原有的坐標位於私人土地上。財產所有人不同意舉辦「這樣的荒謬事件」，因此，活動被轉移到了距原址約4.2公里外的一處公園。

## 活動
在喬許大戰當天，總共將近一千人與會，包括至少50名叫Josh的人聚集在公園。與會者遠自紐約、西雅圖、華盛頓和德州，有些人穿著超級英雄和《星際大戰》的服裝。而其他人則穿著自己DIY的服裝，如有人用6件蘇打粉盒製成的防彈衣、速食包裝以及其他生活物品。
活動進行了三場「戰鬥」，第一場讓名叫喬許·斯溫的人猜拳；第二場讓所有名叫喬許的參與者用游泳泡棉棒互打；最後一場則是讓所有擁有游泳泡棉棒的人大混戰。而真正名為「喬許·斯溫（Josh Swain）」並到場的人只有兩位，一為創辦者喬許·斯溫和來自奧馬哈38歲的喬許·斯溫，發起人在猜拳環節中獲勝。大戰最後在無人傷亡的情況下平安落幕，並由一位當地的四歲男孩—小喬許·文森（Josh Vinson Jr.）得到冠軍，被稱為「小喬許（Little Josh）」，他兩歲時因罹患癲癇在兒童醫院和醫療中心接受治療。小喬許飾有漢堡王的紙造王冠以及仿製的AEW世界冠軍腰帶。小喬許的父親事後說：他的兒子「度過了他一生最幸福的時光。」
這次活動為兒童醫院和醫療中心（CH&MC）募集了將近14,355美元，遠遠超過了最初的目標1,000美元，並為附近的食物銀行收集了90公斤的食物。事後，CH&MC對社交媒體上的募款活動表示讚賞。5月6日，來自加州的葡萄酒公司「Josh Cellars」捐贈了30,000美元，將捐款增加兩倍。